# Ближние Мельницы (район Одессы)
Ближние Мельницы — исторически сложившаяся часть города  Одессы, расположена в Малиновском районе. Представляет собой район частной и высотной застройки, ограниченный улицами Маршала Малиновского и Спартаковской (Миловановской), железной дорогой, 2-м христианским кладбищем и Люстдорфской дорогой.Ближние Мельницы расположены к юго-востоку от Дальних Мельниц; несмотря на сходство названий, история формирования двух этих районов заметно различается.

## История
Принято считать, что Ближние Мельницы как посёлок образовался немногим позднее Дальних. Пущенная в 1865 году железная дорога и возникшие за ней предприятия отрезали Ближние Мельницы от Одессы. Кроме того, с востока этот район оказался «зажат» кладбищем. В результате посёлок «варился в собственном соку» и превратился в довольно тихое и благоустроенное предместье.
Лишь немногие домики по улице Пишенина и Шота Руставели «выросли» до двух этажей. Большинство домов построены в неоклассицизме, но немало и тех, которые своим декором восходят к эклектике и модерну.
Заканчивались Ближние Мельницы улицей Лагерной (ныне Бреуса), к югу от которой находились крупные поместья. Так, Малиновский рынок построен на месте виллы некого Когоута, а соседние новострои возвышаются в имениях Шретера. Массовое освоение этих земель началось в конце 1950-х годов, когда был застроен частными домами участок между улицами Бреуса и Малиновского.
Настоящее высотное строительство развернулось только в 1970-х, когда на месте старинных усадеб было построено несколько панельных домов пяти и девяти этажей.